# UFC 215
UFC 215: Nunes vs. Shevchenko 2 var en MMA-gala som arrangerades av Ultimate Fighting Championship och ägde rum 9 september 2017 i Edmonton i Kanada. 

## Resultat
1. ↑  Titelmatch i bantamvikt.